# ماروین هملیش

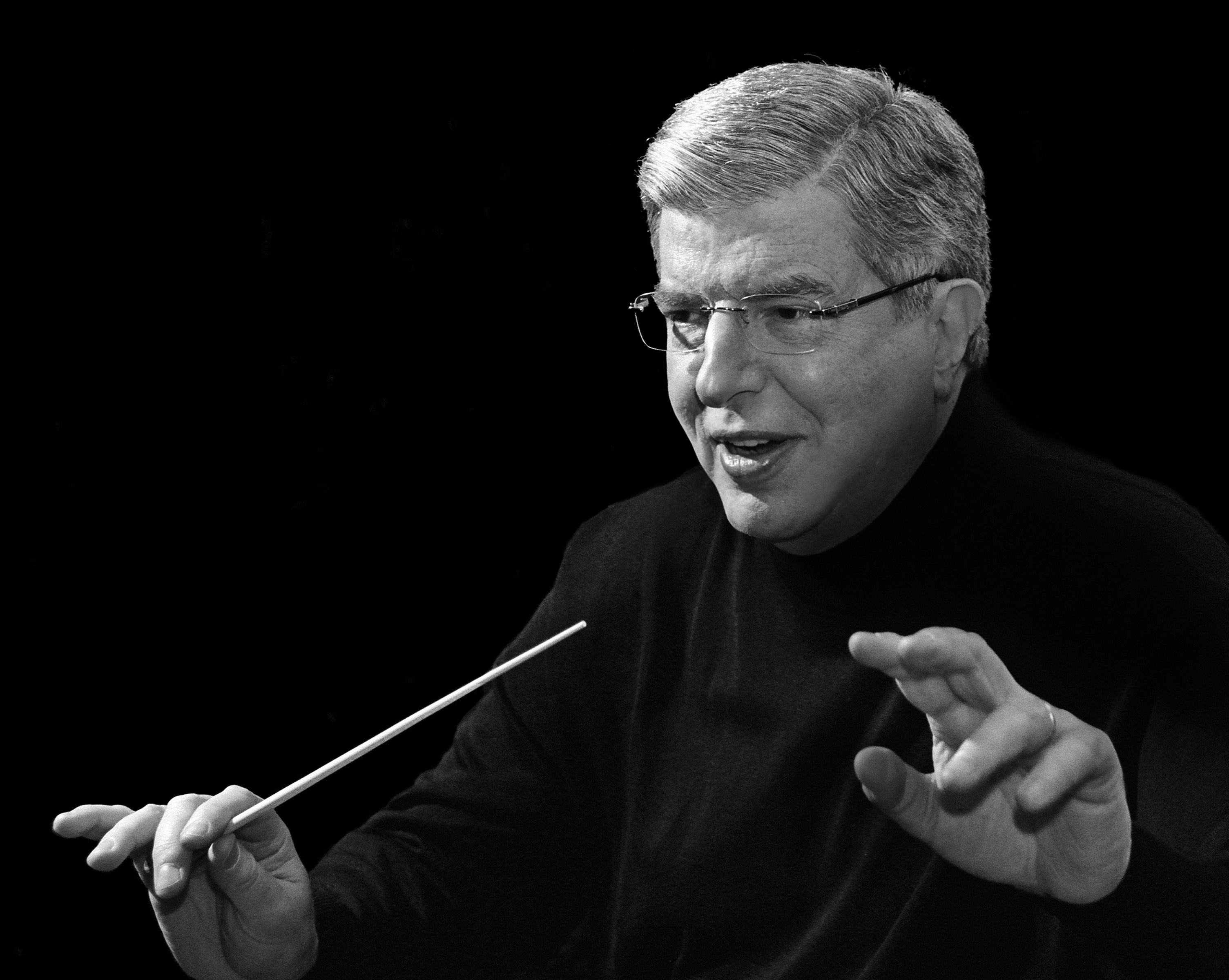

ماروین فردریک هملیش (به انگلیسی: Marvin Frederick Hamlisch) آهنگساز مطرح و برجسته آمریکایی و برنده ۳ جایزه اسکار بهترین موسیقی متن فیلم بود.
در سال ۱۹۷۴ میلادی برای فیلم سینمایی «جوری که ما هستیم» (The Way We Are) موفق به دریافت ۳ جایزه اسکار بهترین موسیقی متن، بهترین موسیقی درام و بهترین ترانه شد. همچنین بازآفرینی‌اش از قطعهٔ «سرگرم‌ساز» در فیلم نیش بسیار مورد توجه قرار گرفت.

## زندگی‌نامه
هملیش در تاریخ ۲ ژوئن سال ۱۹۴۴ میلادی در بروکلین به دنیا آمده‌است و در ۷ سالگی به عنوان جوان‌ترین دانش‌آموز مدرسه «جولیارد» به آموختن پیانو شروع کرد.
کارنامه این آهنگساز نیویورکی شامل ساخت موسیقی فیلم، رهبری ارکستر و تنظیم موسیقی از برادوی تا هالیوود و از سمفونی‌ها تا ترانه‌های موفق آر اند بی است.
او کارش را در موسیقی فیلم ابتدا با درامای «شناگر» اثر برت لنکستر در سال ۱۹۶۸ شروع کرد. خودش می‌گوید این کار پس از تحت تأثیر قرار گرفتن تهیه‌کننده فیلم از نوازندگی پیانو وی در یک مهمانی به او پیشنهاد شد. هملیش (که جوانترین دانشجوی پذیرفته شده در مدرسهٔ موسیقی منهتن بود) دوران ابتدایی شغل خود به عنوان آهنگساز فیلم را با کار در کمدی‌هایی همچون «موزها» (۱۹۷۱) به کارگردانی وودی آلن و انیمیشن «بزرگ‌ترین ورزشکار دنیا» (۱۹۷۳) از کمپانی دیزنی گذراند.
سال ۱۹۷۴ برای فیلم «آن طور که بودیم» برنده جوایز اسکار بهترین موسیقی و بهترین ترانه و برای فیلم «نیش» برنده اسکار بهترین موسیقی متن ترانه (اقتباسی) شد.
اقتباس او از قطعهٔ سرگرم‌ساز ساخته اسکات جاپلین برای فیلم «نیش» بسیار مورد توجه قرار گرفت. در اواسط دهه ۱۹۷۰ این‌طور به نظر می‌رسید که همه نوازندگان پیانو، برگه نت «The Entertainer» را داشتند که ملودی اصلی این فیلم است.
هملیش در برادوی در ۱۹۷۵ برای نمایش محبوب «گروه خوانندگان» که مدت‌ها روی صحنه بود، برنده جایزه تونی همین‌طور جایزه پولیتزر شد. او موسیقی نمایش‌های «دختر خداحافظی» و «بوی خوش موفقیت» را هم ساخت.
او به دنیای موسیقی پاپ هم راه پیدا کرد و ترانه آر اند بی موفق «Break It to Me Gently» را برای آرتا فرانکلین نوشت. هملیش در ۱۹۷۴ برای «آن طور که بودیم» برنده جوایز گرمی بهترین هنرمند جدید و بهترین ترانه شد. این ترانه را باربرا استرایسند اجرا کرد.

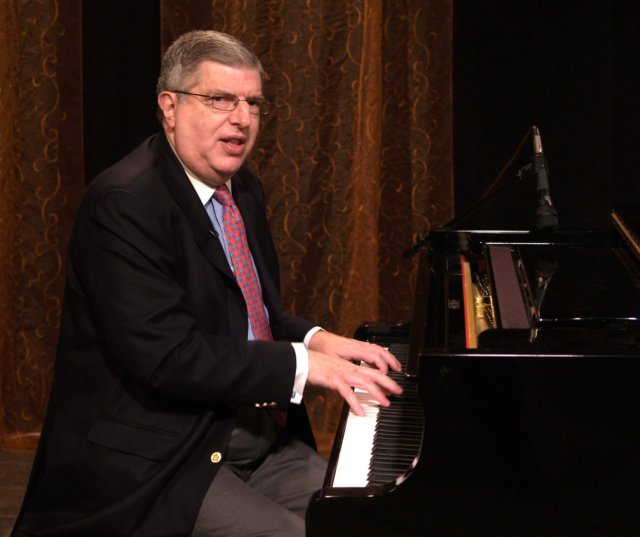

هنگامیکه در سال ۱۹۷۴ او سه اسکار را به خاطر بهترین آهنگ و بهترین امتیاز نمایشی برای «آن طور که بودیم» و همچنین اقتباس موسیقی اسکات جاپلین برای بهترین فیلم اسکار یعنی «نیش» دریافت نمود، یک شبه به چهره‌ای رسانه‌ای بدل شد.
در طی دهه ۷۰ هملیش اثرگذاری خود را هم در زمینة موسیقی فیلم و هم در موزیک عامه پسند ادامه داد. یکی از کارهای معروف او در این دوران آهنگ “Nobody Does It Better” در یکی از سری فیلم‌های جیمز باند یعنی «جاسوسی که دوستم داشت» در سال ۱۹۷۷ بود. این اثر که توسط کارلی سیمون اجرا شد سه هفته در رتبه دوم جدول موزیک پاپ ایالات متحده قرار داشت.
با اختصاص بخشی از زمان کاریش به موزیکال‌های برادوی و بخشی دیگر به موسیقی فیلم، موفقیت‌های هملیش در در دهه‌های ۸۰ و ۹۰ ادامه داشت. آخرین نامزدی اسکار برای او مربوط به سال ۱۹۹۶ می‌شود که به خاطر موسیقی “I Finally Found Someone” در کمدی رمانتیک «آینه دو چهره دارد» اثر دوست و همکارش باربارا استرایسند اتفاق افتاد.
هملیش هنگام مرگ رهبر ارکستر سمفونی در پیتسبورگ، میلواکی، دالاس، پاسادنا، سیاتل و سن دیگو بود و قرار بود همین سمت را در ارکستر فیلادلفیا به عهده بگیرد.
هملیش قرار بود به نشویل، تنسی سفر کند تا از نزدیک شاهد اجرایی جدید از موزیکال «پروفسور دیوانه» ساخته خودش باشد که اجلش مهلتش نداد.

## درگذشت
هملیش روز دوشنبه ۶ ژوئیه ۲۰۱۲ در سن ۶۸ سالگی به صورت ناگهانی در پی یک بیماری کوتاه در لس‌آنجلس درگذشت.

## افتخارات
وی در طول دوران فعالیت خود به عنوان آهنگساز ۹ بار نامزد دریافت جایزه اسکار شده‌است،
هملیش در دوران کاری خود تمام جوایز مهم را دریافت کرد، از جمله سه جایزه اسکار، چهار جایزه امی، چهار جایزه گرمی، یک جایزه تونی و سه جایزه گلدن گلوب.
هملیش یکی از سه آهنگسازی است که توانسته در مراسم‌های اهدای جوایز «اسکار»، «تونی»، «گرمی» و «امی» جایزه دریافت کند (ریچارد راجرز آهنگساز دیگری بود که این جوایز را برنده شده بود). همچنین این آهنگساز مطرح در سال ۱۹۷۵ میلادی نیز برای ساخت موسیقی نمایش «خط کر» (A Chorus Line) توانسته جایزه «پولیتزر» را دریافت کند و به همراه ریچارد راجرز تنها آهنگسازانی باشند که در تمامی ۵ مراسم مهم آمریکایی جایزه دریافت کرده‌اند.
۱۹۷۷ - نامزد جایزه بفتای بهترین موسیقی فیلم برای فیلم جاسوسی که مرا دوست داشت
هملیش همچنین جایزه پولیتزر را برای نمایش موزیکال برادوی به نام A Chorus Line در سال ۱۹۷۵ دریافت کرده بود.

## فیلمشناخت
برای تعدادی از مهم‌ترین فیلم‌های هالیوود و برادوی آهنگ ساخت.
هملیش موسیقی بیش از ۴۰ فیلم را ساخت که برخی از آن‌ها عبارتنداز:
| سال  | نام فیلم                               | به انگلیسی                   | یادداشت                  |
| ---- | -------------------------------------- | ---------------------------- | ------------------------ |
| ۱۹۶۸ | شناگر                                  | The Swimmer                  |                          |
| ۱۹۶۹ | گول‌خوردگان                             |                              |                          |
| ۱۹۶۹ | پول را بردار و فرار کن                 | Take the Money and Run       | از وودی آلن              |
| ۱۹۷۱ | کچ                                     | Kotch                        |                          |
| ۱۹۷۱ | موزها                                  | Bananas                      |                          |
| ۱۹۷۳ | بزرگ‌ترین ورزشکار دنیا                  | The World’s Greatest Athlete |                          |
| ۱۹۷۳ | ببر را نجات بده                        | Save the Tiger               | اثر جک لمون              |
| ۱۹۷۳ | آن طور که بودیم                        | The Way We Were              |                          |
| ۱۹۷۳ | نیش                                    | The Sting                    |                          |
| ۱۹۷۷ | جاسوسی که دوستم داشت                   | The Spy Who Loved Me         |                          |
| ۱۹۷۸ | سال بعد، همین موقع                     |                              |                          |
| ۱۹۷۸ | قلعه‌های یخی                            | Ice Castles                  |                          |
| ۱۹۷۹ | شروع دوباره                            |                              |                          |
| ۱۹۸۰ | مردم معمولی                            | Ordinary People              | ساخته رابرت ردفورد       |
|      | گمشده در ترجمه                         | Lost in Translation          |                          |
| ۱۹۸۲ | انتخاب سوفی                            | Sophie`s Choice              | با بازی مریل استریپ      |
| ۱۹۸۴ | اتوبوسی به نام هوس                     |                              |                          |
| ۱۹۸۷ | سه مرد و یک نوزاد                      | Three Men and a Baby         |                          |
| ۱۹۸۸ | دیوید                                  |                              |                          |
| ۱۹۸۹ | شرلی ولنتاین                           | Shirley Valentine            |                          |
| ۱۹۹۱ | فرانکی و جانی                          |                              |                          |
|      | گروه خوانندگان                         |                              |                          |
| ۱۹۹۶ | آینه دو چهره دارد                      | The Mirror Has Two Faces     | نامزد دریافت جایزه اسکار |
| ۲۰۰۳ | چگونه در ۱۰ روز یک مرد را از دست بدهید | How to Lose a Guy in 10 Days |                          |
| ۲۰۰۹ | خبرچین!                                | The Informant!               | ساخته استیون سودربرگ     |